# Supergrass (альбом)
Supergrass — третий студийный альбом английской группы Supergrass, вышедший в 1999 году. Альбом достиг третьего места в чартах Великобритании Альбом также часто называют «the X-ray» ( (англ.) «Рентген») за его обложку. В Австралии свободный компакт-диск содержал также некоторые концертные треки.

## Список композиций

### Основное издание
Слова и музыка всех песен — Supergrass.
| №                   | Название                                                | Длительность |
| ------------------- | ------------------------------------------------------- | ------------ |
| 1.                  | «Moving»                                                | 4:26         |
| 2.                  | «Your Love» (This features a harpsichord in the outro.) | 3:27         |
| 3.                  | «What Went Wrong (In Your Head)»                        | 4:05         |
| 4.                  | «Beautiful People»                                      | 3:22         |
| 5.                  | «Shotover Hill»                                         | 3:43         |
| 6.                  | «Eon»                                                   | 3:44         |
| 7.                  | «Mary»                                                  | 4:00         |
| 8.                  | «Jesus Came from Outta Space»                           | 4:10         |
| 9.                  | «Pumping on Your Stereo»                                | 3:20         |
| 10.                 | «Born Again»                                            | 3:38         |
| 11.                 | «Faraway»                                               | 5:05         |
| 12.                 | «Mama & Papa»                                           | 2:30         |
| Общая длительность: | Общая длительность:                                     | 45:30        |

### Бонусное издание
Свободный CD с ограниченным тиражом. Бонусы:
- Эксклюзивные фотографии группы
- Полная дискография
- 2 видео:

| №  | Название                     | Длительность |
| -- | ---------------------------- | ------------ |
| 1. | «Caught By The Fuzz» (видео) | 2:19         |
| 2. | «Time» (видео)               | 3:12         |

### Австралийское издание

Обложка Mary Live Bonus CD

Австралийский релиз альбома 14 февраля 2000. Вышел с бонусом — концертным мини-альбомом, приуроченным к австралийскому этапу тура Supergrass.
| №  | Название                                        | Длительность |
| -- | ----------------------------------------------- | ------------ |
| 1. | «Mary» (from Lamacq Live)                       | 4:02         |
| 2. | «Pumping On Your Stereo» (live from Peel Acres) | 3:12         |
| 3. | «Strange Ones» (live from Peel Acres)           | 3:57         |
| 4. | «Richard III» (live from Peel Acres)            | 3:29         |
| 5. | «Sun Hits the Sky» (live from Peel Acres)       | 4:44         |